# Inmigración danesa en Estados Unidos
Danish Americans ( en danés: Dansk-amerikanere) son estadounidenses que tienen raíces ancestrales originadas total o parcialmente en Dinamarca. Hay aproximadamente 1 300 000 estadounidenses de origen o ascendencia danesa.

## Historia

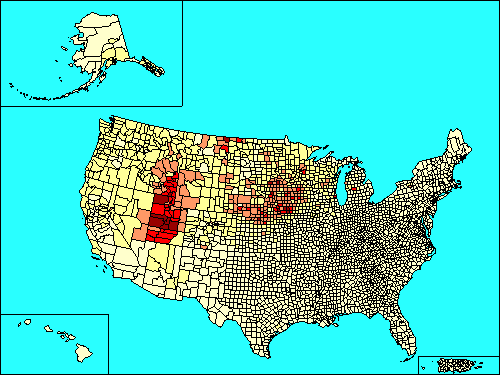
Distribución de daneses estadounidenses según el censo de 2000.

El primer danés que llegó a Norteamérica fue el reverendo Rasmus Jensen, sacerdote de la Iglesia de Dinamarca (evangélico-luterano). Fue el capellán a bordo de una expedición al Nuevo Mundo encargada por el rey Christian IV de Dinamarca en 1619. La expedición estaba compuesta por dos pequeños barcos daneses, Enhiørningen y Lamprenen, con 64 marineros daneses, noruegos, suecos y alemanes.
Capitaneados por el navegante y explorador, Jens Munk, los barcos buscaban el Pasaje del Noroeste . Después de navegar hacia Frobisher Bay y Ungava Bay, Munk finalmente pasó por el estrecho de Hudson y llegó a Digges Island (en el extremo norte de Quebec) el 20 de agosto. Luego cruzaron la bahía hacia el suroeste. A principios de septiembre, aún no habían encontrado un pasaje. La fiesta llegó a la bahía de Hudson el 7 de septiembre, aterrizó en la desembocadura del río Churchill y se instaló en lo que ahora es Churchill, Manitoba.
Las dos naves fueron puestas juntas y preparadas para el invierno lo mejor que pudieron. Fue un invierno desastroso. El frío, el hambre y el escorbuto destruyeron a la mayoría de los hombres. Jensen había muerto el 20 de febrero de 1620. Solo Munk y dos marineros sobrevivieron para regresar, sin dejar asentamientos en el Nuevo Mundo. La fragata Enhiørningen había sido destruida por el hielo durante el invierno. Sin embargo, el Lamprenen más pequeño podría ser rescatado. El viaje de regreso duró dos meses. Los miembros de la tripulación sobrevivientes a bordo del Lamprenen llegaron a Bergen, Noruega, el 20 de septiembre de 1620.
Los primeros inmigrantes daneses documentados en el Nuevo Mundo, Jan Jansen y su esposa Engeltje, junto con sus hijos, llegaron a la colonia holandesa de Nueva Ámsterdam en 1636.
Más de un siglo después de la expedición de Christian IV llegó el explorador Vitus Jonassen Bering (1681-1741), un danés que trabajaba para el imperio ruso . En 1728, documentó el estrecho cuerpo de agua que separaba América del Norte y Asia, que más tarde se llamó el Mar de Bering en su honor. Bering fue el primer europeo en llegar a Alaska en 1741. En 1666, la Compañía Danesa de las Indias Occidentales tomó el control de la isla de St. Thomas en el Caribe y, finalmente, las islas de St. John en 1717 y St. Croix en 1733. Los daneses trajeron esclavos africanos a esas islas, donde los esclavos fueron puestos a trabajar en las industrias del tabaco, el algodón y el azúcar. Estos primeros colonos comenzaron a establecer comercio con Nueva Inglaterra . En 1917, vendieron las islas a los Estados Unidos y pasaron a llamarse " Islas Vírgenes de los Estados Unidos ".
A principios del siglo XVII, inmigrantes daneses individuales se establecieron en América del Norte. Los escandinavos, daneses y noruegos en particular, constituían una gran parte de los colonos de la colonia holandesa de Nueva Holanda, ahora Nueva York . Después de 1750, las familias danesas en la denominación protestante de los Hermanos Moravos emigraron a Pensilvania, donde se establecieron en el área de Belén junto a los moravos alemanes. Hasta 1850, la mayoría de los daneses que emigraron a América del Norte eran hombres solteros. Durante este período, algunos daneses lograron notoriedad y reconocimiento. Entre ellos estaban Hans Christian Febiger (1749-1796), uno de los oficiales más confiables de George Washington durante la Revolución Americana, Charles Zanco (1808-1836) que murió en el Álamo en marzo de 1836 en la lucha por la independencia de Texas, y Peter Lassen (1800-1859), un herrero de Copenhague que dirigió un grupo de aventureros desde Misuri hasta California en 1839. El camino establecido por Lassen fue seguido por los "cuarenta y nueve" durante la fiebre del oro de California. Lassen es considerado uno de los primeros colonos más importantes de California.
Desde 1820 y 1850, unos 60 daneses se establecieron en los Estados Unidos cada año. Entre 1820 y 1990 había una población de 375,000 daneses; una gran mayoría de los cuales emigró entre 1860 y 1930 La mayor emigración danesa se produjo en 1882 cuando 11.618 daneses se establecieron en los Estados Unidos.
La primera ola significativa de inmigrantes daneses consistió principalmente en miembros de La Iglesia de Jesucristo de los Santos de los Últimos Días (Iglesia SUD) que se establecieron en Estados Unidos en 1850. Se establecieron en el estado recién adquirido de Utah, que había estado bajo control mexicano hasta 1848. Había 17 000 inmigrantes, muchos de ellos asentados en pequeñas comunidades agrícolas en los condados de Sanpete y Sevier . Hoy, estos condados tienen respectivamente el segundo y quinto porcentaje más grande de estadounidenses daneses en los Estados Unidos.
Entre 1864 y 1920, 50 000 daneses emigraron de Schleswig, Jutlandia, donde se prohibió el uso del idioma danés en las escuelas tras la derrota danesa en la Segunda Guerra de Schleswig y la toma de control de Prusia . Se llamaron North Slesvigers, sin embargo, la mayoría de estos daneses se registran en las estadísticas del censo como inmigrantes de Alemania en lugar de Dinamarca. La mayoría de los daneses que emigraron a los Estados Unidos después de 1865 lo hicieron por razones económicas. Para 1865, había habido un gran aumento en la población danesa en Europa debido a la mejora en las industrias de medicamentos y alimentos. Causó una alta tasa de pobreza y finalmente resultó en un aumento significativo y rápido de la migración danesa a otros países. Otra razón para la migración fue la venta de tierras. Muchos daneses se convirtieron en granjeros en los Estados Unidos. Durante la década de 1870, casi la mitad de todos los inmigrantes daneses a los Estados Unidos se establecieron en grupos familiares. Para la década de 1890, la inmigración familiar representaba solo el 25 por ciento del total. Se ha sugerido que muchos de estos inmigrantes finalmente regresaron a Dinamarca.

## Población
Según el censo de los Estados Unidos de 2000, los estados con la mayor población de daneses estadounidenses son los siguientes:
- California - 207 030
- Utah - 144 713
- Minnesota - 88 924
- Wisconsin - 72 160
- Washington - 72 098

Los estados con las poblaciones más pequeñas de daneses estadounidenses son los siguientes:
- Virginia Occidental - 1.317
- Delaware - 1.585
- Rhode Island - 1.811
- Vermont - 2.522
- Misisipi - 2.617
- Washington D. C. tiene la población estadounidense danesa más pequeña, con 1.047 contados en 2000.

## Uso de danés
Cerca de 30 000 daneses estadounidenses continúan hablando el idioma danés . Según la Oficina del Censo de los Estados Unidos de 2000, 33 400 personas hablaban danés en casa; esa cifra se redujo a 29 467 cinco años después (2005 American Community Survey), una disminución de aproximadamente 11,8%.

## Cultura
La Biblioteca del Congreso ha señalado que los estadounidenses daneses, más que otros estadounidenses escandinavos, "se extendieron por todo el país y desaparecieron relativamente rápido en el crisol ... los daneses fueron el grupo menos cohesivo y los primeros en perder el conocimiento de sus orígenes". Los historiadores han señalado la mayor tasa de Inglés uso entre los daneses, su voluntad de casarse con no-daneses, y su afán de convertirse naturalizados ciudadanos como los factores que han contribuido a su rápida asimilación, así como sus interacciones con el ya más asimilada americana alemana comunidad .
Mucho de lo que hoy se considera cultura nacional "danesa" no estaba muy extendido en la psique de los emigrantes daneses durante la inmigración del siglo XIX a los Estados Unidos. Se necesitaría el nacionalismo europeo y las luchas de clase de finales del siglo XIX para sembrar efectivamente las ideas de una personalidad cultural nacional distintiva. Si bien a muchos emigrantes daneses en los Estados Unidos les fue mucho mejor económicamente que a los emigrantes de Europa del Este, una profunda conciencia cultural de la literatura danesa, con autores de ficción populares como Hans Christian Andersen, no existía entre los agricultores agrarios o la gente común de Dinamarca. Existen excepciones, por supuesto; Los principales son una rica herencia del folklore, una afinidad con el arte y tradiciones regionales que involucran comidas y días festivos.
Cuando los daneses llegaron a los Estados Unidos, trajeron consigo sus comidas tradicionales. La cocina popular danesa incluye kringle (pasta de almendras), Wienerbrød y fastelavnsboller o pastelería danesa (lo que los estadounidenses llaman desayuno "danés"), æbleskiver (tortas de pan hinchadas), frikadeller (ternera danesa y albóndigas de cerdo), flæskesteg (asado de cerdo) y risengrød (arroz con leche). A pesar de la importancia percibida de la cerveza en la cultura nacional danesa moderna, los inmigrantes daneses no tuvieron éxito en penetrar en la competitiva industria cervecera estadounidense, que estaba saturada por inmigrantes inmigrantes alemanes y checos maestros cerveceros.
En 1872, los estadounidenses daneses en Omaha, Nebraska, fundaron Den Danske Pioneer, o Danish Pioneer, un periódico inglés - danés . Ahora publicado en Hoffman Estates, Illinois, es el periódico danés estadounidense más antiguo en publicación.
Snow College, ubicado en Ephraim, Utah, en el condado de Sanpete, Utah, celebra anualmente un festival escandinavo para honrar su herencia y a inmigrantes daneses e inmigrantes de otros países escandinavos . El festival se celebra durante dos días en mayo. "Y expresa la calidez que sentirás cuando nos visites. Usted ve, muchos de nosotros somos descendientes de los valientes escandinavos que cruzaron el océano y se planificaron para asentar nuestro hermoso valle. Ese pasado orgulloso es parte de nuestra vida cotidiana. Y nos complace compartirlo con los visitantes ". Cuenta con disfraces, bailes, narración de cuentos, entretenimiento, recorridos históricos, puestos de artesanía y comida.
Educación
Al igual que muchos otros grupos de inmigrantes, los estadounidenses daneses también fundaron escuelas para educar a sus jóvenes. Las "escuelas populares" danesas tradicionales, que se enfocaban más en los resultados de aprendizaje que las calificaciones o los diplomas, operaban principalmente entre las décadas de 1870 y 1930 en comunidades fuertemente danesas como Racine, Wisconsin, Elk Horn, Iowa ; Ashland, Míchigan ; West Denmark, Wisconsin ; Nysted, Nebraska ; Tyler, Minnesota ; Viborg, Dakota del Sur ; Kenmare, Dakota del Norte ; y Solvang, California . Omaha, Nebraska y el vecino Council Bluffs, Iowa, tuvieron colonias importantes de daneses durante muchos años.
La principal universidad estadounidense históricamente danesa que aún funciona es Grand View University, fundada en 1896 en Des Moines, Iowa. Grand View University continúa manteniendo una gran colección de archivos de la historia estadounidense danesa. Otra institución, Dana College en Blair, Nebraska, funcionó desde 1884 hasta 2010, pero cerró sus puertas en julio de 2010 debido a la falta de inscripción. El Archivo y Biblioteca Danish American que una vez residió en el Dana College ahora está ubicado de manera independiente en Blair . El archivo contiene la colección más grande y más amplia de materiales del país relacionados con la experiencia de vida, el patrimonio cultural y las contribuciones vitales para América del Norte de las personas de extracción danesa. 
Vida religiosa
Al igual que otros grupos de estadounidenses de ascendencia escandinava, la mayoría de los daneses en América son luteranos . El ministro pionero luterano, Claus Lauritz Clausen, el primer presidente de la Conferencia Luterana Noruego-Danesa, viajó a Dinamarca e influyó en los líderes religiosos para enviar pastores a Estados Unidos. La congregación luterana danesa más antigua es la Iglesia Luterana Emaús en Racine, Wisconsin, fundada el 22 de agosto de 1851. La cercana Kenosha es la sede de la segunda congregación luterana danesa más antigua, la Iglesia Luterana de Santa María, que es la mayor congregación del Sínodo de Milwaukee Mayor de la Iglesia Evangélica Luterana en América. 
Además, una gran cantidad de daneses estadounidenses pertenecen a La Iglesia de Jesucristo de los Santos de los Últimos Días . Entre 1849 y 1904, unos 17,000 mormones daneses y sus hijos hicieron el viaje a los asentamientos de la Iglesia en Utah, haciendo que los daneses fueran superados solo por los británicos en número de extranjeros reclutados por la iglesia para el estado. 
Nebraska, Iowa, Minnesota y Wisconsin tienen las mayores concentraciones de estadounidenses daneses no mormones. Los estados con la mayor población mormona danesa estadounidense son Utah e Idaho, y en el caso de Idaho, particularmente la parte sureste del estado. 
Cantidades más pequeñas pero significativas de daneses estadounidenses también se han convertido en metodistas, bautistas, católicos y adventistas del séptimo día .

## Comunidades danesas americanas
Dos ciudades, Chicago y Racine, en Wisconsin, afirman ser la patria chica del mayor grupo de daneses estadounidenses en los Estados Unidos. Racine, a 40 kilómetros al sur de Milwaukee, tiene la mayor concentración de habitantes de la ciudad de origen danés. Varias comunidades más fueron fundadas por daneses estadounidenses o tienen una gran comunidad danesa estadounidense, como es el caso de: 
- Jamestown, Kansas
- Kenaston, Dakota del Norte
- Kenmare, Dakota del Norte
- Kenosha, Wisconsin
- Kimballton, Iowa
- Luck, Wisconsin
- Madison, Wisconsin
- Manti, Utah
- Milwaukee, Wisconsin
- Mineápolis, Minnesota
- Moroni, Utah
- Mount Pleasant, Utah
- Nysted, Nebraska
- Omaha, Nebraska
- Payson, Utah
- Perth Amboy, Nueva Jersey
- Seattle, Washington
- Solvang, California
- Portland del Sur, Maine
- Spring City, Utah
- Tyler, Minnesota
- Viborg, Dakota del Sur
- Washington, Wisconsin
- Waupaca, Wisconsin
- Westby, Montana

Además, los estadounidenses daneses ayudaron a establecer tres condados de los Estados Unidos: Montcalm, Míchigan ; San Luis, Minnesota ; y Sanpete, Utah . 